# Мусин, Валерий Абрамович
Вале́рий Абра́мович Мусин (28 марта 1939 года, Ленинград — 22 декабря 2015 года, Санкт-Петербург) — советский и российский правовед, член-корреспондент РАН (2008), специалист в области гражданского права, гражданского процесса и международного частного права. Член совета директоров ОАО «Газпром» (с 2009 года).

## Биография
В 1961 году окончил юридический факультет Ленинградского государственного университета.
С 1964 по 1967 год — работал в Ленинградском ЦНИИ морского флота.
С 1967 по 1969 год — ассистент, с 1969 по 1980 год — доцент, с 1980 по 1989 год — профессор кафедры гражданского права Ленинградского государственного университета.
С 1989 года — заведующий кафедрой гражданского процесса юридического факультета ЛГУ (СПбГУ). В 1990 году стал руководителем кандидатской диссертации по международному частному праву, подготавливаемой помощником ректора ЛГУ В. В. Путиным (работа не была окончена).
В 1992 году стал одним соучредителей и старшим партнёром российско-британской юридической фирмы «Мусин и партнёры».
С 26 апреля 2006 года — член Высшей квалификационной коллегии судей Российской Федерации — представитель общественности.
В 2009 году взял самоотвод с поста судьи ad hoc в Страсбургском суде по корпоративному делу ЮКОСа в связи с избранием независимым директором в совет директоров Газпрома.
Похоронен на Серафимовском кладбище.

## Научная и педагогическая деятельность
После окончания в 1961 году юридического факультета поступил в аспирантуру ЛГУ. В 1964 году защитил кандидатскую диссертацию «Государственные юридические лица в СССР». В 1978 году защитил докторскую диссертацию «Договор морского страхования по советскому и иностранному праву: страхование судов и грузов». Доктор юридических наук (1979), профессор (1982). Автор более 200 научных публикаций, в том числе 15 монографий и учебных пособий. Принимал активное участие в подготовке проектов Кодекса торгового мореплавания СССР 1968 года и Кодекса торгового мореплавания РФ 1999 года (в частности, им написана глава XY «Договор морского страхования»). Один из авторов опубликованных комментариев к этим кодексам (1973 и 2000 год соответственно).
Был председателем диссертационного совета Д 212.232.66 при Санкт-Петербургском государственном университете. В 2008—2013 годах являлся членом экспертного совета по праву Высшей аттестационной комиссии Министерства образования и науки РФ. В 2015 году — председатель Федерального учебно-методического объединения в системе высшего образования по укрупнённой группе специальностей и направлений подготовки «40.00.00 Юриспруденция».
Под руководством В. А. Мусина защитили кандидатские диссертации более 20 аспирантов. В течение 48 лет он читал лекции и руководил практическими занятиями студентов-юристов.
Многие годы В. А. Мусин возглавлял редакционный совет журнала «Третейский суд» и входил в состав редколлегии журнала «Международное частное право».

## Основные работы
- «Сущность и предмет морского страхования по советскому и иностранному праву» (1971);
- «Правовые проблемы морской атомной деятельности» (1974; в соавт. с С. А. Малининым);
- «Международные торговые контракты» (1986);
- «Правовые вопросы индивидуальной трудовой деятельности» (1988);
- «Индивидуальная и кооперативная трудовая деятельность» (1989);
- «Ядерные суда: международно-правовые проблемы» (1989; в соавт. с М. Е. Волосовым, А. И. Йорышем);
- «Морское право: учебник» (2006);
- «Международный коммерческий арбитраж: учебник» (2012).

## Награды и звания
- Орден «За заслуги перед Отечеством» IV степени (16 июня 2010 года) — за заслуги в области образования, науки и большой вклад в подготовку квалифицированных специалистов[9]
- Орден Почёта (10 октября 2002 года) — за заслуги в научной и педагогической деятельности и многолетнюю добросовестную работу[10]
- Заслуженный деятель науки Российской Федерации (22 января 2002 года) — за заслуги в научной деятельности[11]
- Благодарность Президента Российской Федерации (21 августа 2006 года) — за активное участие в подготовке и проведении 29 — 30 июня 2006 года в городе Ярославле международной конференции «Влияние Европейской конвенции о защите прав человека и основных свобод на развитие правовых систем европейских стран»[12]